# Intel 80486 OverDrive

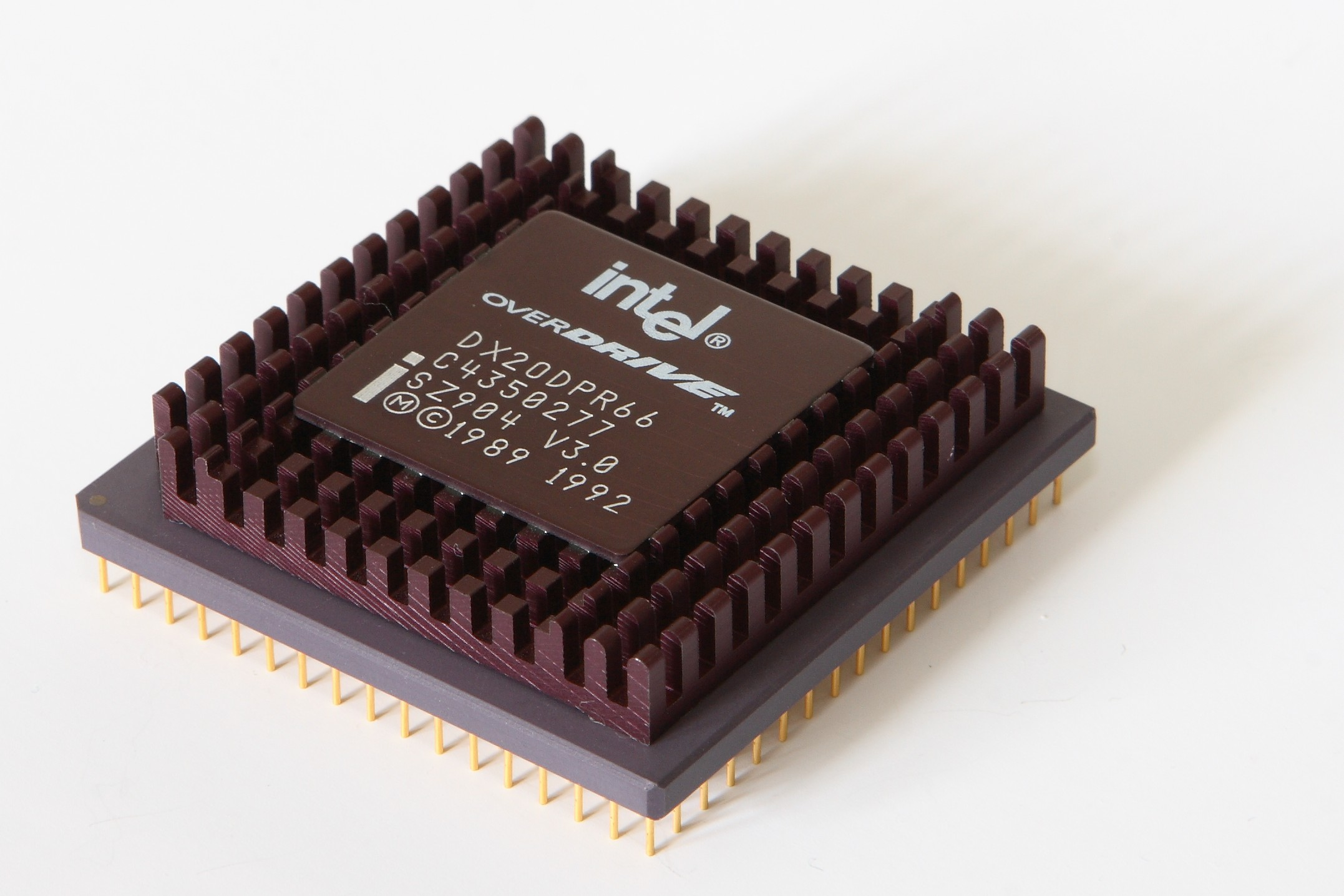
Egy Intel DX2-66 MHz OverDrive

Az Intel i486 OverDrive elnevezés  azon Intel 80486-os processzorok csoportját jelöli, amelyek kifejezetten személyi számítógépek frissítéséhez készültek. Az OverDrive processzorok a „szabványos” i486-osoktól eltérő tulajdonságokkal rendelkeztek, miközben sebességfokozataik megegyeztek azokkal. Az eltérő tulajdonságok között volt a beépített feszültségszabályzók megléte, az eltérő lábkiosztás, visszaíró gyorsítótár (write-back) használata write-through helyett, beépített hőelvezető rendszer és a ventilátor nélküli működés – ezek a tulajdonságok alkalmassá tették a processzorokat olyan helyzetekben történő működésre, amelyekben az adott processzor rendes kiadású modellje nem működne.
Minden 486 Overdrive tipikusan két verzióban készült, egy  ODP és egy ODPR változatban. Az ODPR csipek 168 lábú tokozással készültek és létező csipek közvetlen kiváltó csereprocesszoraként szolgáltak, míg az ODP csipeken volt egy extra 169-edik láb is, és speciális „Overdrive” (Socket 1) csatlakozóba voltak illeszthetők egyes 486-os alaplapokban, amelyekben ez a számon felüli láb lekapcsolta a létező processzort, annak eltávolítása nélkül (ez hasznos lehetett, ha például a meglévő CPU a felületre volt forrasztva). Az ODP csipek nem működtek a Socket 1 előtti 486-os alaplapokban, az extra csatlakozótű miatt. Az ODP és ODPR címke szerepel a CPU modellszámában is (ld. pl.: DX2ODPR66).

## Modellek
Az alábbi modellek voltak kaphatók:
- 20 MHz FSB, 40 MHz mag
- 25 MHz FSB, 50 MHz mag
- 33 MHz FSB, 66 MHz mag
- 25 MHz FSB, 75 MHz mag
- 33 MHz FSB, 100 MHz mag

Két P54 magos Pentium alapú CPU is ki volt adva, 238 csatlakozós Socket 2/Socket 3 foglalatú rendszerekhez, további információért ld. a Pentium OverDrive cikket.

## Fordítás
- Ez a szócikk részben vagy egészben  az   Intel 80486 OverDrive című angol Wikipédia-szócikk ezen változatának fordításán alapul.  Az eredeti cikk szerkesztőit annak laptörténete sorolja fel. Ez a jelzés csupán a megfogalmazás eredetét és a szerzői jogokat jelzi, nem szolgál a cikkben szereplő információk forrásmegjelöléseként.